# チエンマイ・ユナイテッドFC
チエンマイ・ユナイテッドFC（สโมสรฟุตบอลเชียงใหม่ ยูไนเต็ด, Chiangmai United Football Club、略称CMUTD）は、タイ王国のチエンマイ県をホームタウンとするプロサッカークラブ。なお、同郷のチエンマイFCがかつて「チエンマイ・ユナイテッドFC」と称していた時期があるが、それとは無関係である。

## 概要
2015年に前進となるチャーンプアック・チエンマイが設立される。2016年のフットボール・ディビジョン3北部地区で優勝。2017年、ゼリー飲料メーカーのJeleがメインスポンサーとなり、クラブ名を「JLチエンマイ・ユナイテッド」に改名。同年タイ・リーグ4北部地区優勝、2018年タイ・リーグ3上地区優勝と1年で上位カテゴリーへの昇格を果たしている。
2020年、クラブ名を「チエンマイ・ユナイテッド」に改名。2020-21シーズンのタイ・リーグ2で2位となり、タイ・リーグ1への昇格を果たした。

## 歴代所属選手
- 伊藤卓 2017-2018
- クリスチャン 2018
- エリヴェウト 2019
- 嶺岸光 2019
- ドミニク・アディアー 2020-2021
- エヴァンドロ 2020-2021
- チョー・コー・コー 2020-2021
- 鄭于根（朝鮮語版） 2020-2021
- サラウット・マスク 2020-2022
- エブソン 2020-2023
- メルヴィン・デ・レーウ 2020-2023
- トッサポン・ラーテート 2020-2022
- ヤニック・ボリ（英語版） 2021-2022
- エスクデロ競飛王 2021-2022
- 新里亮 2024-

## 歴代監督
- カルロス・エドゥアルド・パレイラ（英語版） 2020
- デニス・アマト（英語版） 2020-21
- スラポン・コンテープ（英語版） 2021
- ジェフレン・スアレス 2024
- アヌチャ・チャイヤウォン（英語版） 2024-